# Mieszanina racemiczna
Mieszanina racemiczna, racemat (rac) – równomolowa mieszanina pary enancjomerów danego związku chemicznego.
Mieszanina racemiczna często charakteryzuje się właściwościami innymi niż wykazywane przez poszczególne enancjomery, co może powodować negatywne konsekwencje biologiczne (jak w przypadku talidomidu). Z tego względu każdy chiralny związek chemiczny, który ma być stosowany jako lek, trzeba rozdzielić na enancjomery i działanie każdego z nich musi być osobno poddane badaniom klinicznym.
Mieszaninę racemiczną oznacza się współcześnie we wzorach i nazwach związków symbolem „(rac)”, umieszczonym jako prefiks (choć w języku polskim niekoniecznie na samym początku nazwy), z łącznikiem, na przykład kwas (rac)-winowy. Jest to skrót słowa „racemat”. Dawniej do oznaczania racematów stosowało się inną symbolikę, na przykład kwas (R,S)-winowy, kwas D,L-winowy i kwas (±)-winowy, jednak właśnie z uwagi na mnogość tych symboli (pochodzących od współcześnie stosowanych metod oznaczania aktywności optycznej, a więc i konfiguracji) Międzynarodowa Unia Chemii Czystej i Stosowanej zaleca stosowanie skrótu „(rac)”.
Wypadkowa skręcalność optyczna mieszaniny racemicznej wynosi zawsze 0°.